# 北辰堂
北辰堂（ほくしんどう）は、青森県弘前市にある剣道の道場。

## 歴史
1883年（明治16年）に創建される。1889年（明治22年）、火災に遭い、場所を移して再建された。1897年（明治30年）、移転する。
1911年（明治44年）に弘前武徳殿が創建されてからは、県の蚕種検査所などとしても使用された。
太平洋戦争後、剣道場として復活。1965年（昭和40年）、12坪から16坪に拡張された。
卜伝流剣術、小野派一刀流剣術が伝承されている。卜伝流は弘前藩与力小山英貞の子孫が宗家を務めている。小野派一刀流からは笹森順造を輩出した。